# Басанвил
Басанвил (фр. Basseneville) насеље је и општина у северној Француској у региону Доња Нормандија, у департману Калвадос која припада префектури Лисје.
По подацима из 2011. године у општини је живело 257 становника, а густина насељености је износила 24,27 становника/km². Општина се простире на површини од 10,59 km². Налази се на средњој надморској висини од 6 метара (максималној 45 m, а минималној 2 m).

## Демографија
| 1962. | 1968. | 1975. | 1982. | 1990. | 1999. | 2011. |
| ----- | ----- | ----- | ----- | ----- | ----- | ----- |
| 189   | 195   | 197   | 223   | 234   | 263   | 257   |

График промене броја становника у току последњих година